# Pierre Sémirot
Pierre Sémirot (* 4. Juni 1907 in Saint-Mandé; † 30. Januar 1972 in Bordeaux) war ein französischer Astronom und Astrophysiker.

## Leben
Pierre Sémirot entstammt einer bäuerlichen Familie aus Causse. Er studierte zunächst an der 1’Ecole Normale d’Instituteurs de la Gironde und wurde Lehrer. Er führte jedoch ein Zweitstudium in Mathematik durch, das er mit dem Bachelor abschloss. Er trat 1931 in das Observatoire de Bordeaux ein, das von Luc Picart geleitet wurde. Unter Jean Chazy verfasste er seine Dissertation über „Les chocs et solutions périodiques dans le probléme des trois corps“. Pierre Sémirot wurde 1944 in das Pariser Observatorium berufen, dessen Leitung er von 1947 bis 1970 übernahm. Er führte fast 50.000 Meridianbeobachtungen durch. Er entwickelte eine neue Methode zur Berechnung der Umlaufbahnen von Doppelsternen, führte Studien zur galaktischen Rotation von Sternen und Ergänzungen zur Himmelsmechanik von Henri Poincaré durch. Er arbeitete im Rahmen seiner Tätigkeiten an Astrometrie (Positionsastronomie) mit dem US-amerikanischen Astronomen Paul Herget an der Verbesserung „Bordeaux-Zone“ der Carte du Ciel. Von 1961 bis 1967 hatte er den Vorsitz der Sky Map-Kommission der Internationalen Astronomischen Union inne.

## Auszeichnungen
- Der Asteroid (2182) Semirot wurde nach Pierre Sémirot benannt, Die Benennung wurde von Frank K. Edmondson vorgeschlagen.[2]
- In Floirac (Département Gironde) wurde eine Straße nach ihm benannt.
- Mitglied der Ehrenlegion.[3]